# هاري ميركل
هاري ميركل (بالألمانية: Harry Merkel)‏ هو سائق فورمولا 1 ومهندس ألماني، ولد في 10 يناير 1918 في تاوخا في ألمانيا، وتوفي في 11 فبراير 1995 في أستراليا.